# Akira Narahashi
Akira Narahashi, född 26 november 1971 i Chiba prefektur, Japan, är en japansk tidigare fotbollsspelare.